# لوثر لورانس
لوثر لورانس (بالإنجليزية: Luther Lawrence)‏ هو محامي وسياسي أمريكي، ولد في 28 سبتمبر 1778 في غروتون في الولايات المتحدة، وتوفي في 17 أبريل 1839. حزبياً، نشط في الحزب الفيدرالي الأمريكي. وقد انتخب عضو مجلس نواب ماساتشوستس.